# Trolltjärnen (Edefors socken, Norrbotten, 733059-171145)
Trolltjärnen är en sjö i Bodens kommun i Norrbotten och ingår i Luleälvens huvudavrinningsområde.